# Pongo tapanuliensis
Pongo tapanuliensis és una espècie de primat de la família dels homínids. Aquest orangutan fou descrit el 2017, és una de les tres espècies d'orangutan existents i és endèmic de l'illa de Sumatra (Indonèsia). Es tracta de la primera espècie vivent d'homínid descoberta des del bonobo (1929). Les dades genètiques indiquen que P. tapanuliensis divergí de P. abelii fa aproximadament 3,4 milions d'anys. Actualment, el 2021, es creu que viuen entre 700 i 800 membres d'aquesta espècie, en concret es trobarien dividits en tres grups a la selva de Batang Toru.

## Descripció
Els orangutans de Tapanuli són més semblants a Pongo abelii (orangutan de Sumatra) que a Pongo pygmaeus (orangutan de Borneo). Les diferències més importants respecte a les altres dues espècies d'orangutants són:
- El crani és significativament més petit.
- Les femelles posseeixen barba.
- El pelatge és més erissat.
- Els mascles dominants posseeixen bigoti i unes flanges aplanades.